# Mohamed Bensaad
Mohamed Bensaad  né en 1950 , est un athlète algérien spécialiste du saut à la perche et du décathlon qui a concouru dans les années 1970 et 1980. Il est le premier Algérien champion d'Afrique en athlétisme.

## Biographie

### Palmarès
| Date | Compétition                | Lieu       | Résultat | Épreuve   | Performance |
| ---- | -------------------------- | ---------- | -------- | --------- | ----------- |
| 1973 | Championnats du Maghrebs   | Agadir     | 2e       | Décathlon | 5 825 pts   |
| 1975 | Championnats du Maghreb    | Tunis      | 2e       | Perche    | 4,00 m      |
| 1975 | Championnats du Maghreb    | Tunis      | 1er      | Décathlon | 6 973 pts   |
| 1975 | Jeux méditerranéens        | Alger      | 5e       | Décathlon | 7 009 pts   |
| 1978 | Jeux africains             | Alger      | 3e       | Perche    | 4,80 m      |
| 1978 | Jeux africains             | Alger      | 1er      | Décathlon | 7 338 pts   |
| 1979 | Championnats panarabe      | Bagdad     | 1er      | Perche    | "4,40 m     |
| 1979 | Championnats d'Afrique     | Dakar      | 1er      | Perche    | 4,70 m      |
| 1979 | Championnats d'Afrique     | Dakar      | 1er      | Décathlon | 7 148 pts   |
| 1981 | Coupe du monde des nations | Rome       | 9e       | Perche    | 4,50 m      |
| 1981 | Championnats du Maghreb    | Alger      | 1er      | Perche    | 4,60 m      |
| 1981 | Championnats du Maghreb    | Alger      | 1er      | Décathlon | 7230 pts    |
| 1981 | Championnats panarabes     | Tunis      | 2e       | Décathlon | 7366 pts    |
| 1981 | Championnats panarabes     | Tunis      | 1er      | Perche    | 4,60 m      |
| 1983 | Championnats du Maghreb    | Casablanca | 1er      | Décathlon | 7 180 pts   |
| 1983 | Championnats panarabes     | Amman      | 1er      | Perche    | 4,60 m      |
| 1983 | Jeux méditerranéens        | Casablanca | 3e       | Décathlon | 7 197 pts   |